# 郁新
郁 新（いく しん、至正6年（1346年）- 永楽3年8月5日（1405年8月29日））は、明代の官僚・政治家。字は敦本。本貫は濠州鍾離県。

## 生涯
洪武22年（1389年）、才能ある人物として召し出され、戸部度支主事に任じられた。戸部度支郎中に進んだ。洪武23年（1390年）、戸部右侍郎に抜擢された。天下の戸口と農地の租税について諮問され、余さず応答したので、洪武帝にその才能を称賛された。洪武26年（1393年）6月、戸部尚書に進んだ。ときに親王の歳禄米が5万石あったが、郁新はこれを4万石に減らすよう発議し、郡王以下の歳禄にも差をつけた。辺境への食糧輸送が滞っていたため、召商開中法を定め、商人に粟を塞下に輸送させ、代価として塩を支給した。夏原吉が戸部主事となると、郁新はこれを重用し、諸曹の事務を全て委任した。建文2年（1400年）、病のため官を退いて帰郷した。
建文4年（1402年）、永楽帝が即位すると、郁新は召し出されて掌戸部事をつとめ、古朴を戸部侍郎として補佐させた。永楽元年（1403年）、河南で蝗害が発生したが、担当の役所がこれを奏聞しなかったため、郁新は役人を審問した。北京への食糧輸送について、淮河から黄河までの運河に堤防の崩落によってできた浅瀬が多く、舟での運送に困難をきたしていたことから、郁新は淮河・沙河から陳州潁渓口の堤防崩落下まで喫水の浅い三百石の舟に載せ、堤防崩落上までさらに浅い二百石の舟に載せかえ、さらに別の大船を用いて黄河に運び入れるよう求めた。永楽帝はこの提案に従った。また湖広諸衛の屯田の収穫の基準が統一されていないことから、アワ・キビ・オオムギ・ソバは2石を米1石に準じさせ、稲籾・もち粟は2石5斗を、ヒエは3石を、それぞれ米1石に準じさせ、豆・麦・ゴマは米と同等にするよう請願した。文書化して令とした。永楽2年（1404年）、公・侯・伯・駙馬・儀賓の封禄について発議し、二百石以上の者は文武官の例のように、米と紙幣を兼給するよう請願した。永楽3年（1405年）、兵士の労苦を緩和するため、屯田の歳収を半減させるよう提案した。また贖罪のために北京に納入させていた米を南京の倉に納入させるよう提案した。いずれも認められ実施された。同年8月、在官のまま死去した。享年は60。